# Istrian Spring Trophy 2017
La 57e édition de l'Istrian Spring Trophy a eu lieu du 9 au 12 mars 2017. La course fait partie du calendrier UCI Europe Tour 2017 en catégorie 2.2.

## Présentation

### Équipes
Classé en catégorie 2.2 de l'UCI Europe Tour, l'Istrian Spring Trophy est par conséquent ouvert aux équipes continentales professionnelles croates, ainsi qu'à un maximum de deux étrangères, aux équipes continentales, aux équipes nationales et aux équipes régionales et de clubs.
Trente-quatre équipes participent à cet Istrian Spring Trophy - vingt-trois équipes continentales,  huit équipes régionales et de clubs et trois équipes nationales :
| Équipes continentales (23)- Adria Mobil - Amplatz-BMC - Bridgestone Anchor - CK Příbram Fany Gastro - Elkov-Author - Felbermayr Simplon Wels - GM Europa Ovini - Giant-Castelli - Heizomat - Hurom - JLT Condor - Kolss - LKT Brandenburg - Meridiana Kamen - Rad-net Rose - Rog-Ljubljana - Staki-Technorama - Development Team Sunweb - Synergy Baku Project - Tirol - Torku Şekerspor - VéloCONCEPT - WSA-Greenlife Équipes nationales (3)- Suisse - Kazakhstan - Biélorussie Équipes régionales et de clubs (8)- Gazprom-RusVelo U23 - Herrmann Radteam - KK Grega Bole Bled - Kolesarski klub Kranj - DKSI-Kontent - Meglo Jogi Kult Solkan - Benotti Berthold - Veloclub Ratisbona |
| |

## Étapes
| Étape     | Date    | Villes étapes   | type            | Distance (km) | Vainqueur d'étape | Leader du classement général |
| --------- | ------- | --------------- | --------------- | ------------- | ----------------- | ---------------------------- |
| Prologue  | 9 mars  | Umag – Umag     | prologue        | 1,8           | Alex Frame        | Alex Frame                   |
| 1re étape | 10 mars | Poreč – Labin   | étape vallonnée | 161           | Fabian Giger      | Fabian Giger                 |
| 2e étape  | 11 mars | Vrsar – Motovun | étape vallonnée | 186           | Matej Mugerli     | Matej Mugerli                |
| 3e étape  | 12 mars | Pazin – Umag    | étape de plaine | 156           | Alex Frame        | Matej Mugerli                |

## Déroulement de la course

### Prologue
| \| Classement de l'étape \| Classement de l'étape \| Classement de l'étape \| Classement de l'étape \| Classement de l'étape \| \| Coureur \| Coureur \| Pays \| Équipe \| Temps \| \| --------------------- \| --------------------- \| --------------------- \| ----------------------- \| --------------------- \| \| 1er \| Alex Frame \| Nouvelle-Zélande \| JLT Condor \| 2 min 05 s \| \| 2e \| Ian Bibby \| Royaume-Uni \| JLT Condor \| + 1 s \| \| 3e \| Manuel Porzner \| Allemagne \| Team Heizomat \| + 1 s \| \| 4e \| Lucas Liss \| Allemagne \| Rad-net Rose \| + 2 s \| \| 5e \| Ivan Balykin \| Russie \| Torku Şekerspor \| + 3 s \| \| 6e \| Žiga Horvat \| Slovénie \| Adria Mobil \| + 3 s \| \| 7e \| Nils Eekhoff \| Pays-Bas \| Development Team Sunweb \| + 4 s \| \| 8e \| Russell Downing \| Royaume-Uni \| JLT Condor \| + 4 s \| \| 9e \| Filippo Fortin \| Italie \| Tirol Cycling Team \| + 4 s \| \| 10e \| Tadej Pogačar \| Slovénie \| Rog-Ljubljana \| + 5 s \| |                 |                  |                         |            |
| |                 |                  |                         |            |
| Source : ProCyclingStats |                 |                  |                         |            |
| Classement de l'étape |                 |                  |                         |            |
| Coureur | Coureur         | Pays             | Équipe                  | Temps      |
| 1er | Alex Frame      | Nouvelle-Zélande | JLT Condor              | 2 min 05 s |
| 2e | Ian Bibby       | Royaume-Uni      | JLT Condor              | + 1 s      |
| 3e | Manuel Porzner  | Allemagne        | Team Heizomat           | + 1 s      |
| 4e | Lucas Liss      | Allemagne        | Rad-net Rose            | + 2 s      |
| 5e | Ivan Balykin    | Russie           | Torku Şekerspor         | + 3 s      |
| 6e | Žiga Horvat     | Slovénie         | Adria Mobil             | + 3 s      |
| 7e | Nils Eekhoff    | Pays-Bas         | Development Team Sunweb | + 4 s      |
| 8e | Russell Downing | Royaume-Uni      | JLT Condor              | + 4 s      |
| 9e | Filippo Fortin  | Italie           | Tirol Cycling Team      | + 4 s      |
| 10e | Tadej Pogačar   | Slovénie         | Rog-Ljubljana           | + 5 s      |

| \| Classement général \| Classement général \| Classement général \| Classement général \| Classement général \| \| Coureur \| Coureur \| Pays \| Équipe \| Temps \| \| ------------------ \| ------------------ \| ------------------ \| ----------------------- \| ------------------ \| \| 1er \| Alex Frame \| Nouvelle-Zélande \| JLT Condor \| 2 min 05 s \| \| 2e \| Ian Bibby \| Royaume-Uni \| JLT Condor \| + 1 s \| \| 3e \| Manuel Porzner \| Allemagne \| Team Heizomat \| + 1 s \| \| 4e \| Lucas Liss \| Allemagne \| Rad-net Rose \| + 2 s \| \| 5e \| Ivan Balykin \| Russie \| Torku Şekerspor \| + 3 s \| \| 6e \| Žiga Horvat \| Slovénie \| Adria Mobil \| + 3 s \| \| 7e \| Nils Eekhoff \| Pays-Bas \| Development Team Sunweb \| + 4 s \| \| 8e \| Russell Downing \| Royaume-Uni \| JLT Condor \| + 4 s \| \| 9e \| Filippo Fortin \| Italie \| Tirol Cycling Team \| + 4 s \| \| 10e \| Tadej Pogačar \| Slovénie \| Rog-Ljubljana \| + 5 s \| |                 |                  |                         |            |
| |                 |                  |                         |            |
| Source : ProCyclingStats |                 |                  |                         |            |
| Classement général |                 |                  |                         |            |
| Coureur | Coureur         | Pays             | Équipe                  | Temps      |
| 1er | Alex Frame      | Nouvelle-Zélande | JLT Condor              | 2 min 05 s |
| 2e | Ian Bibby       | Royaume-Uni      | JLT Condor              | + 1 s      |
| 3e | Manuel Porzner  | Allemagne        | Team Heizomat           | + 1 s      |
| 4e | Lucas Liss      | Allemagne        | Rad-net Rose            | + 2 s      |
| 5e | Ivan Balykin    | Russie           | Torku Şekerspor         | + 3 s      |
| 6e | Žiga Horvat     | Slovénie         | Adria Mobil             | + 3 s      |
| 7e | Nils Eekhoff    | Pays-Bas         | Development Team Sunweb | + 4 s      |
| 8e | Russell Downing | Royaume-Uni      | JLT Condor              | + 4 s      |
| 9e | Filippo Fortin  | Italie           | Tirol Cycling Team      | + 4 s      |
| 10e | Tadej Pogačar   | Slovénie         | Rog-Ljubljana           | + 5 s      |

### 1reétape
| \| Classement de l'étape \| Classement de l'étape \| Classement de l'étape \| Classement de l'étape \| Classement de l'étape \| \| Coureur \| Coureur \| Pays \| Équipe \| Temps \| \| --------------------- \| --------------------- \| --------------------- \| ----------------------- \| --------------------- \| \| 1er \| Fabian Giger \| Suisse \| Suisse \| 3 h 43 min 22 s \| \| 2e \| Matthias Krizek \| Autriche \| Tirol Cycling Team \| + 5 s \| \| 3e \| Ian Bibby \| Royaume-Uni \| JLT Condor \| + 5 s \| \| 4e \| Jiří Polnický \| Tchéquie \| Elkov-Author \| + 6 s \| \| 5e \| Davide Pacchiardo \| Italie \| GM Europa Ovini \| + 6 s \| \| 6e \| Marc Goos \| Pays-Bas \| Development Team Sunweb \| + 6 s \| \| 7e \| Andi Bajc \| Slovénie \| Amplatz-BMC \| + 6 s \| \| 8e \| Žiga Jerman \| Slovénie \| Rog-Ljubljana \| + 6 s \| \| 9e \| Gorazd Per \| Slovénie \| Adria Mobil \| + 6 s \| \| 10e \| Radoslav Rogina \| Croatie \| Adria Mobil \| + 6 s \| |                   |             |                         |                 |
| |                   |             |                         |                 |
| Source : ProCyclingStats |                   |             |                         |                 |
| Classement de l'étape |                   |             |                         |                 |
| Coureur | Coureur           | Pays        | Équipe                  | Temps           |
| 1er | Fabian Giger      | Suisse      | Suisse                  | 3 h 43 min 22 s |
| 2e | Matthias Krizek   | Autriche    | Tirol Cycling Team      | + 5 s           |
| 3e | Ian Bibby         | Royaume-Uni | JLT Condor              | + 5 s           |
| 4e | Jiří Polnický     | Tchéquie    | Elkov-Author            | + 6 s           |
| 5e | Davide Pacchiardo | Italie      | GM Europa Ovini         | + 6 s           |
| 6e | Marc Goos         | Pays-Bas    | Development Team Sunweb | + 6 s           |
| 7e | Andi Bajc         | Slovénie    | Amplatz-BMC             | + 6 s           |
| 8e | Žiga Jerman       | Slovénie    | Rog-Ljubljana           | + 6 s           |
| 9e | Gorazd Per        | Slovénie    | Adria Mobil             | + 6 s           |
| 10e | Radoslav Rogina   | Croatie     | Adria Mobil             | + 6 s           |

| \| Classement général \| Classement général \| Classement général \| Classement général \| Classement général \| \| Coureur \| Coureur \| Pays \| Équipe \| Temps \| \| ------------------ \| ------------------ \| ------------------ \| ----------------------- \| ------------------ \| \| 1er \| Fabian Giger \| Suisse \| Suisse \| 3 h 45 min 25 s \| \| 2e \| Ian Bibby \| Royaume-Uni \| JLT Condor \| + 4 s \| \| 3e \| Žiga Horvat \| Slovénie \| Adria Mobil \| + 10 s \| \| 4e \| Ivan Balykin \| Russie \| Torku Şekerspor \| + 11 s \| \| 5e \| Nils Eekhoff \| Pays-Bas \| Development Team Sunweb \| + 12 s \| \| 6e \| Matthias Krizek \| Autriche \| Tirol Cycling Team \| + 12 s \| \| 7e \| Filippo Fortin \| Italie \| Tirol Cycling Team \| + 12 s \| \| 8e \| Tadej Pogačar \| Slovénie \| Rog-Ljubljana \| + 13 s \| \| 9e \| Matej Mugerli \| Slovénie \| Amplatz-BMC \| + 13 s \| \| 10e \| Ruben Zepuntke \| Allemagne \| Development Team Sunweb \| + 13 s \| |                 |             |                         |                 |
| |                 |             |                         |                 |
| Source : ProCyclingStats |                 |             |                         |                 |
| Classement général |                 |             |                         |                 |
| Coureur | Coureur         | Pays        | Équipe                  | Temps           |
| 1er | Fabian Giger    | Suisse      | Suisse                  | 3 h 45 min 25 s |
| 2e | Ian Bibby       | Royaume-Uni | JLT Condor              | + 4 s           |
| 3e | Žiga Horvat     | Slovénie    | Adria Mobil             | + 10 s          |
| 4e | Ivan Balykin    | Russie      | Torku Şekerspor         | + 11 s          |
| 5e | Nils Eekhoff    | Pays-Bas    | Development Team Sunweb | + 12 s          |
| 6e | Matthias Krizek | Autriche    | Tirol Cycling Team      | + 12 s          |
| 7e | Filippo Fortin  | Italie      | Tirol Cycling Team      | + 12 s          |
| 8e | Tadej Pogačar   | Slovénie    | Rog-Ljubljana           | + 13 s          |
| 9e | Matej Mugerli   | Slovénie    | Amplatz-BMC             | + 13 s          |
| 10e | Ruben Zepuntke  | Allemagne   | Development Team Sunweb | + 13 s          |

### 2eétape
| \| Classement de l'étape \| Classement de l'étape \| Classement de l'étape \| Classement de l'étape \| Classement de l'étape \| \| Coureur \| Coureur \| Pays \| Équipe \| Temps \| \| --------------------- \| --------------------- \| --------------------- \| ----------------------- \| --------------------- \| \| 1er \| Matej Mugerli \| Slovénie \| Amplatz-BMC \| 4 h 35 min 38 s \| \| 2e \| Rasmus Guldhammer \| Danemark \| VéloCONCEPT \| + 6 s \| \| 3e \| Tadej Pogačar \| Slovénie \| Rog-Ljubljana \| + 6 s \| \| 4e \| Ian Bibby \| Royaume-Uni \| JLT Condor \| + 6 s \| \| 5e \| Fabian Giger \| Suisse \| Suisse \| + 12 s \| \| 6e \| Stephan Rabitsch \| Autriche \| Felbermayr Simplon Wels \| + 12 s \| \| 7e \| Marc Goos \| Pays-Bas \| Development Team Sunweb \| + 12 s \| \| 8e \| Antonino Parrinello \| Italie \| GM Europa Ovini \| + 12 s \| \| 9e \| Hermann Pernsteiner \| Autriche \| Amplatz-BMC \| + 12 s \| \| 10e \| Marek Čanecký \| Slovaquie \| Amplatz-BMC \| + 12 s \| |                     |             |                         |                 |
| |                     |             |                         |                 |
| Source : ProCyclingStats |                     |             |                         |                 |
| Classement de l'étape |                     |             |                         |                 |
| Coureur | Coureur             | Pays        | Équipe                  | Temps           |
| 1er | Matej Mugerli       | Slovénie    | Amplatz-BMC             | 4 h 35 min 38 s |
| 2e | Rasmus Guldhammer   | Danemark    | VéloCONCEPT             | + 6 s           |
| 3e | Tadej Pogačar       | Slovénie    | Rog-Ljubljana           | + 6 s           |
| 4e | Ian Bibby           | Royaume-Uni | JLT Condor              | + 6 s           |
| 5e | Fabian Giger        | Suisse      | Suisse                  | + 12 s          |
| 6e | Stephan Rabitsch    | Autriche    | Felbermayr Simplon Wels | + 12 s          |
| 7e | Marc Goos           | Pays-Bas    | Development Team Sunweb | + 12 s          |
| 8e | Antonino Parrinello | Italie      | GM Europa Ovini         | + 12 s          |
| 9e | Hermann Pernsteiner | Autriche    | Amplatz-BMC             | + 12 s          |
| 10e | Marek Čanecký       | Slovaquie   | Amplatz-BMC             | + 12 s          |

| \| Classement général \| Classement général \| Classement général \| Classement général \| Classement général \| \| Coureur \| Coureur \| Pays \| Équipe \| Temps \| \| ------------------ \| ------------------- \| ------------------ \| ----------------------- \| ------------------ \| \| 1er \| Matej Mugerli \| Slovénie \| Amplatz-BMC \| 8 h 21 min 06 s \| \| 2e \| Ian Bibby \| Royaume-Uni \| JLT Condor \| + 4 s \| \| 3e \| Fabian Giger \| Suisse \| Suisse \| + 9 s \| \| 4e \| Tadej Pogačar \| Slovénie \| Rog-Ljubljana \| + 12 s \| \| 5e \| Rasmus Guldhammer \| Danemark \| VéloCONCEPT \| + 13 s \| \| 6e \| Stephan Rabitsch \| Autriche \| Felbermayr Simplon Wels \| + 24 s \| \| 7e \| Marek Čanecký \| Slovaquie \| Amplatz-BMC \| + 25 s \| \| 8e \| Antonino Parrinello \| Italie \| GM Europa Ovini \| + 25 s \| \| 9e \| Marc Goos \| Pays-Bas \| Development Team Sunweb \| + 26 s \| \| 10e \| Hermann Pernsteiner \| Autriche \| Amplatz-BMC \| + 28 s \| |                     |             |                         |                 |
| |                     |             |                         |                 |
| Source : ProCyclingStats |                     |             |                         |                 |
| Classement général |                     |             |                         |                 |
| Coureur | Coureur             | Pays        | Équipe                  | Temps           |
| 1er | Matej Mugerli       | Slovénie    | Amplatz-BMC             | 8 h 21 min 06 s |
| 2e | Ian Bibby           | Royaume-Uni | JLT Condor              | + 4 s           |
| 3e | Fabian Giger        | Suisse      | Suisse                  | + 9 s           |
| 4e | Tadej Pogačar       | Slovénie    | Rog-Ljubljana           | + 12 s          |
| 5e | Rasmus Guldhammer   | Danemark    | VéloCONCEPT             | + 13 s          |
| 6e | Stephan Rabitsch    | Autriche    | Felbermayr Simplon Wels | + 24 s          |
| 7e | Marek Čanecký       | Slovaquie   | Amplatz-BMC             | + 25 s          |
| 8e | Antonino Parrinello | Italie      | GM Europa Ovini         | + 25 s          |
| 9e | Marc Goos           | Pays-Bas    | Development Team Sunweb | + 26 s          |
| 10e | Hermann Pernsteiner | Autriche    | Amplatz-BMC             | + 28 s          |

### 3eétape
| \| Classement de l'étape \| Classement de l'étape \| Classement de l'étape \| Classement de l'étape \| Classement de l'étape \| \| Coureur \| Coureur \| Pays \| Équipe \| Temps \| \| --------------------- \| --------------------- \| --------------------- \| ----------------------- \| --------------------- \| \| 1er \| Alex Frame \| Nouvelle-Zélande \| JLT Condor \| 3 h 36 min 26 s \| \| 2e \| Filippo Fortin \| Italie \| Tirol Cycling Team \| + 0 s \| \| 3e \| Daniel Auer \| Autriche \| Felbermayr Simplon Wels \| + 0 s \| \| 4e \| Russell Downing \| Royaume-Uni \| JLT Condor \| + 0 s \| \| 5e \| Luka Čotar \| Slovénie \| Kolesarski klub Kranj \| + 0 s \| \| 6e \| Eryk Latoń \| Pologne \| Team Hurom \| + 0 s \| \| 7e \| Matteo Rotondi \| Italie \| GM Europa Ovini \| + 0 s \| \| 8e \| Robert Kessler \| Allemagne \| LKT Team Brandenburg \| + 0 s \| \| 9e \| Tadej Pogačar \| Slovénie \| Rog-Ljubljana \| + 0 s \| \| 10e \| Manuel Porzner \| Allemagne \| Team Heizomat \| + 0 s \| |                 |                  |                         |                 |
| |                 |                  |                         |                 |
| Source : ProCyclingStats |                 |                  |                         |                 |
| Classement de l'étape |                 |                  |                         |                 |
| Coureur | Coureur         | Pays             | Équipe                  | Temps           |
| 1er | Alex Frame      | Nouvelle-Zélande | JLT Condor              | 3 h 36 min 26 s |
| 2e | Filippo Fortin  | Italie           | Tirol Cycling Team      | + 0 s           |
| 3e | Daniel Auer     | Autriche         | Felbermayr Simplon Wels | + 0 s           |
| 4e | Russell Downing | Royaume-Uni      | JLT Condor              | + 0 s           |
| 5e | Luka Čotar      | Slovénie         | Kolesarski klub Kranj   | + 0 s           |
| 6e | Eryk Latoń      | Pologne          | Team Hurom              | + 0 s           |
| 7e | Matteo Rotondi  | Italie           | GM Europa Ovini         | + 0 s           |
| 8e | Robert Kessler  | Allemagne        | LKT Team Brandenburg    | + 0 s           |
| 9e | Tadej Pogačar   | Slovénie         | Rog-Ljubljana           | + 0 s           |
| 10e | Manuel Porzner  | Allemagne        | Team Heizomat           | + 0 s           |

## Classements finals

### Classement général final
| \| Classement général \| Classement général \| Classement général \| Classement général \| Classement général \| \| Coureur \| Coureur \| Pays \| Équipe \| Temps \| \| ------------------ \| ------------------- \| ------------------ \| ----------------------- \| ------------------ \| \| 1er \| Matej Mugerli \| Slovénie \| Amplatz-BMC \| 11 h 57 min 32 s \| \| 2e \| Ian Bibby \| Royaume-Uni \| JLT Condor \| + 4 s \| \| 3e \| Fabian Giger \| Suisse \| Suisse \| + 9 s \| \| 4e \| Tadej Pogačar \| Slovénie \| Rog-Ljubljana \| + 12 s \| \| 5e \| Rasmus Guldhammer \| Danemark \| VéloCONCEPT \| + 13 s \| \| 6e \| Stephan Rabitsch \| Autriche \| Felbermayr Simplon Wels \| + 24 s \| \| 7e \| Marek Čanecký \| Slovaquie \| Amplatz-BMC \| + 25 s \| \| 8e \| Antonino Parrinello \| Italie \| GM Europa Ovini \| + 25 s \| \| 9e \| Marc Goos \| Pays-Bas \| Development Team Sunweb \| + 26 s \| \| 10e \| Hermann Pernsteiner \| Autriche \| Amplatz-BMC \| + 28 s \| |                     |             |                         |                  |
| |                     |             |                         |                  |
| Sources : ProCyclingStats Cycling Quotient Cycling Archives |                     |             |                         |                  |
| Classement général |                     |             |                         |                  |
| Coureur | Coureur             | Pays        | Équipe                  | Temps            |
| 1er | Matej Mugerli       | Slovénie    | Amplatz-BMC             | 11 h 57 min 32 s |
| 2e | Ian Bibby           | Royaume-Uni | JLT Condor              | + 4 s            |
| 3e | Fabian Giger        | Suisse      | Suisse                  | + 9 s            |
| 4e | Tadej Pogačar       | Slovénie    | Rog-Ljubljana           | + 12 s           |
| 5e | Rasmus Guldhammer   | Danemark    | VéloCONCEPT             | + 13 s           |
| 6e | Stephan Rabitsch    | Autriche    | Felbermayr Simplon Wels | + 24 s           |
| 7e | Marek Čanecký       | Slovaquie   | Amplatz-BMC             | + 25 s           |
| 8e | Antonino Parrinello | Italie      | GM Europa Ovini         | + 25 s           |
| 9e | Marc Goos           | Pays-Bas    | Development Team Sunweb | + 26 s           |
| 10e | Hermann Pernsteiner | Autriche    | Amplatz-BMC             | + 28 s           |

### Classements annexes

#### Classement par points
| Classement par points | Classement par points | Classement par points | Classement par points | Classement par points |
| Coureur               | Coureur               | Pays                  | Équipe                | Points                |
| --------------------- | --------------------- | --------------------- | --------------------- | --------------------- |

#### Classement par équipes
| Classement par équipes | Classement par équipes | Classement par équipes | Classement par équipes |
| Équipe                 | Équipe                 | Pays                   | Temps                  |
| ---------------------- | ---------------------- | ---------------------- | ---------------------- |

### UCI Europe Tour
Cet Istrian Spring Trophy attribue des points pour l'UCI Europe Tour 2017, par équipes seulement aux coureurs des équipes continentales professionnelles et continentales, individuellement à tous les coureurs sauf ceux faisant partie d'une équipe ayant un label WorldTeam.
| Position,          | 1er | 2e | 3e | 4e | 5e | 6e | 7e | 8e à 10e |
| Classement général | 40  | 30 | 25 | 20 | 15 | 10 | 5  | 3        |
| Par étape          | 7   | 3  | 1  |    |    |    |    |          |
| Leader, par étape  | 1   |    |    |    |    |    |    |          |

## Liste des participants
| Meridiana Kamen MKT | Meridiana Kamen MKT       | Meridiana Kamen MKT |
| ------------------- | ------------------------- | ------------------- |
| Num                 | Coureur                   | Pos                 |
| 1                   | Matteo Rabottini (ITA)    |                     |
| 2                   | Emanuel Kišerlovski (CRO) |                     |
| 3                   | Bruno Maltar (CRO)        |                     |
| 4                   | Uroš Repše (SLO)          |                     |
| 5                   | Davide Mucelli (ITA)      |                     |
| 6                   | Gianfranco Visconti (ITA) |                     |
| Directeur sportif : |                           |                     |

| Elkov-Author ELA    | Elkov-Author ELA      | Elkov-Author ELA |
| ------------------- | --------------------- | ---------------- |
| Num                 | Coureur               | Pos              |
| 7                   | Tomáš Bucháček (CZE)  |                  |
| 8                   | Josef Černý (CZE)     |                  |
| 9                   | Alois Kaňkovský (CZE) |                  |
| 10                  | Michael Kukrle (CZE)  |                  |
| 11                  | Pavel Camrda (CZE)    |                  |
| 12                  | Jiří Polnický (CZE)   |                  |
| Directeur sportif : |                       |                  |

| Felbermayr Simplon Wels RSW | Felbermayr Simplon Wels RSW             | Felbermayr Simplon Wels RSW |
| --------------------------- | --------------------------------------- | --------------------------- |
| Num                         | Coureur                                 | Pos                         |
| 13                          | Markus Eibegger (AUT)                   |                             |
| 14                          | Matija Kvasina (CRO) (Contre-la-montre) |                             |
| 15                          | Stephan Rabitsch (AUT)                  |                             |
| 16                          | Georg Zimmermann (GER)                  |                             |
| 17                          | Riccardo Zoidl (AUT)                    |                             |
| 18                          | Daniel Auer (AUT)                       |                             |
| Directeur sportif :         |                                         |                             |

| GM Europa Ovini GME | GM Europa Ovini GME      | GM Europa Ovini GME |
| ------------------- | ------------------------ | ------------------- |
| Num                 | Coureur                  | Pos                 |
| 19                  | Antonio Di Sante (ITA)   |                     |
| 20                  | Sebastian Lander (DEN)   |                     |
| 21                  | Davide Pacchiardo (ITA)  |                     |
| 22                  | Antonio Parrinello (ITA) |                     |
| 23                  | Matteo Rotondi (ITA)     |                     |
| 24                  | Mirko Iafrati (ITA)      |                     |
| Directeur sportif : |                          |                     |

| Veloclub Ratisbona  | Veloclub Ratisbona             | Veloclub Ratisbona |
| ------------------- | ------------------------------ | ------------------ |
| Num                 | Coureur                        | Pos                |
| 25                  | Stefan Brandlmeier (GER)       | AB-1               |
| 26                  | Maximilian Hamberger (GER)     |                    |
| 27                  | Marcel Weber (GER)             |                    |
| 28                  | Nathan-Maximilian Sauter (GER) | AB-1               |
| 29                  | Josef Schafbauer (GER)         |                    |
| 30                  | Michael Thumann (GER)          | HD-1               |
| Directeur sportif : |                                |                    |

| Hermann Radteam     | Hermann Radteam        | Hermann Radteam |
| ------------------- | ---------------------- | --------------- |
| Num                 | Coureur                | Pos             |
| 31                  | Marc Clauss (GER)      |                 |
| 32                  | Florian Gindhart (GER) | AB-2            |
| 33                  | Simon Laib (GER)       |                 |
| 34                  | Robert Müller (GER)    |                 |
| 35                  | Florian Nowak (GER)    |                 |
| 36                  | Alexander Meier (GER)  |                 |
| Directeur sportif : |                        |                 |

| JLT Condor JLT      | JLT Condor JLT        | JLT Condor JLT |
| ------------------- | --------------------- | -------------- |
| Num                 | Coureur               | Pos            |
| 37                  | Ian Bibby (GBR)       |                |
| 38                  | Russell Downing (GBR) |                |
| 39                  | Alistair Slater (GBR) |                |
| 40                  | Alex Frame (NZL)      |                |
| 41                  | Steven Lampier (GBR)  |                |
| 42                  | Thomas Moses (GBR)    |                |
| Directeur sportif : |                       |                |

| WSA-Greenlife WSA   | WSA-Greenlife WSA       | WSA-Greenlife WSA |
| ------------------- | ----------------------- | ----------------- |
| Num                 | Coureur                 | Pos               |
| 43                  | Florian Bissinger (GER) | AB-2              |
| 44                  | Matthias Grick (AUT)    |                   |
| 45                  | Markus Kopfauf (AUT)    |                   |
| 46                  | Hans-Jörg Leopold (AUT) |                   |
| 47                  | Stefan Pöll (AUT)       |                   |
| 48                  | Helmut Trettwer (GER)   |                   |
| Directeur sportif : |                         |                   |

| Adria Mobil ADR     | Adria Mobil ADR               | Adria Mobil ADR |
| ------------------- | ----------------------------- | --------------- |
| Num                 | Coureur                       | Pos             |
| 49                  | Andrea Borso (ITA)            |                 |
| 50                  | Jon Božič (SLO)               |                 |
| 51                  | Jure Golčer (SLO)             |                 |
| 52                  | Žiga Horvat (SLO)             |                 |
| 53                  | Gorazd Per (SLO)              |                 |
| 54                  | Radoslav Rogina (CRO) (Route) |                 |
| Directeur sportif : |                               |                 |

| KK Kranj            | KK Kranj             | KK Kranj |
| ------------------- | -------------------- | -------- |
| Num                 | Coureur              | Pos      |
| 55                  | Luka Čotar (SLO)     |          |
| 56                  | Filip Kvasina (CRO)  |          |
| 57                  | Tadej Logar (SLO)    |          |
| 58                  | Jaka Primožič (SLO)  |          |
| 59                  | Jernej Svab (SLO)    |          |
| 60                  | Matej Drinovec (SLO) |          |
| Directeur sportif : |                      |          |

| Amplatz-BMC AMP     | Amplatz-BMC AMP           | Amplatz-BMC AMP |
| ------------------- | ------------------------- | --------------- |
| Num                 | Coureur                   | Pos             |
| 61                  | Andi Bajc (SLO)           |                 |
| 62                  | Marek Čanecký (SVK)       |                 |
| 63                  | Rok Korošec (SLO)         |                 |
| 64                  | Péter Kusztor (HUN)       |                 |
| 65                  | Matej Mugerli (SLO)       |                 |
| 66                  | Hermann Pernsteiner (AUT) |                 |
| Directeur sportif : |                           |                 |

| Kolss KLS           | Kolss KLS                                | Kolss KLS |
| ------------------- | ---------------------------------------- | --------- |
| Num                 | Coureur                                  | Pos       |
| 67                  | Vitaliy Buts (UKR)                       |           |
| 68                  | Vasyl Malynivskyi (UKR)                  |           |
| 69                  | Oleksandr Polivoda (UKR) (Route)         |           |
| 70                  | Oleksandr Prevar (UKR)                   |           |
| 71                  | Andriy Vasylyuk (UKR) (Contre-la-montre) |           |
| 72                  | Llibert Sendrós (ESP)                    |           |
| Directeur sportif : |                                          |           |

| Tirol TIR           | Tirol TIR                   | Tirol TIR |
| ------------------- | --------------------------- | --------- |
| Num                 | Coureur                     | Pos       |
| 73                  | Benjamin Brkic (AUT)        |           |
| 74                  | Filippo Fortin (ITA)        |           |
| 75                  | Markus Freiberger (AUT)     |           |
| 76                  | Matthias Krizek (AUT)       |           |
| 77                  | Sebastian Schönberger (AUT) |           |
| 78                  | Maximilian Kuen (AUT)       |           |
| Directeur sportif : |                             |           |

| LKT Brandenburg LKT | LKT Brandenburg LKT    | LKT Brandenburg LKT |
| ------------------- | ---------------------- | ------------------- |
| Num                 | Coureur                | Pos                 |
| 79                  | Frederik Hähnel (GER)  |                     |
| 80                  | Christian Koch (GER)   |                     |
| 81                  | Carl Soballa (GER)     |                     |
| 82                  | Moritz Malcharek (GER) |                     |
| 83                  | Paul Rudys (GER)       |                     |
| 84                  | Robert Kessler (GER)   |                     |
| Directeur sportif : |                        |                     |

| Heizomat THF        | Heizomat THF            | Heizomat THF |
| ------------------- | ----------------------- | ------------ |
| Num                 | Coureur                 | Pos          |
| 85                  | Johannes Adamietz (GER) |              |
| 86                  | Georg Loef (GER)        |              |
| 87                  | Nathan Müller (GER)     |              |
| 88                  | Manuel Porzner (GER)    |              |
| 89                  | Pascal Treuber (GER)    |              |
| 90                  | Jonas Rapp (GER)        |              |
| Directeur sportif : |                         |              |

| Staki-Technorama SCT | Staki-Technorama SCT      | Staki-Technorama SCT |
| -------------------- | ------------------------- | -------------------- |
| Num                  | Coureur                   | Pos                  |
| 91                   | Gediminas Kaupas (LTU)    |                      |
| 92                   | Venetas Vasinis (LTU)     |                      |
| 93                   | Paulius Šiškevičius (LTU) |                      |
| 94                   | Gintaras Svetikas (LTU)   | HD-1                 |
| 95                   | Kasparas Punkrys (LTU)    |                      |
| 96                   | Mykolas Raciunas (LTU)    |                      |
| Directeur sportif :  |                           |                      |

| Kontenet-DKSI       | Kontenet-DKSI           | Kontenet-DKSI |
| ------------------- | ----------------------- | ------------- |
| Num                 | Coureur                 | Pos           |
| 97                  | Barnabás Peák (HUN)     |               |
| 98                  | Gergely Szarka (HUN)    | AB-1          |
| 99                  | Andras Szanpeteri (HUN) | HD-1          |
| 100                 | Ferenc Szöllosi (HUN)   | HD-1          |
| 101                 | Barna Hajdu (HUN)       | HD-1          |
| Directeur sportif : |                         |               |

| Giant-Castelli TGC  | Giant-Castelli TGC            | Giant-Castelli TGC |
| ------------------- | ----------------------------- | ------------------ |
| Num                 | Coureur                       | Pos                |
| 102                 | Mikkel Bjerg (DEN)            |                    |
| 103                 | Thomas Edemann Jensen (DEN)   |                    |
| 104                 | Rasmus Christian Quaade (DEN) | AB-1               |
| 105                 | Marius Therkildsen (DEN)      | NP-1               |
| 106                 | Emil Vinjebo (DEN)            |                    |
| 107                 | Aske Louring Vorre (DEN)      |                    |
| Directeur sportif : |                               |                    |

| Sunweb Development DSU | Sunweb Development DSU | Sunweb Development DSU |
| ---------------------- | ---------------------- | ---------------------- |
| Num                    | Coureur                | Pos                    |
| 108                    | Marc Goos (NED)        |                        |
| 109                    | Max Kanter (GER)       |                        |
| 110                    | Leon Rohde (GER)       |                        |
| 111                    | Martin Salmon (GER)    |                        |
| 112                    | Ruben Zepuntke (GER)   |                        |
| 113                    | Nils Eekhoff (NED)     |                        |
| Directeur sportif :    |                        |                        |

| Synergy Baku Project BCP | Synergy Baku Project BCP    | Synergy Baku Project BCP |
| ------------------------ | --------------------------- | ------------------------ |
| Num                      | Coureur                     | Pos                      |
| 114                      | Maksym Averin (AZE) (Route) |                          |
| 115                      | Samir Jabrayilov (AZE)      |                          |
| 116                      | Josip Rumac (CRO)           |                          |
| 117                      | Elgün Alizada (AZE)         |                          |
| 118                      | Enver Asanov (AZE)          |                          |
| 119                      | Kana Gahramanli (AZE)       | AB-2                     |
| Directeur sportif :      |                             |                          |

| Rog-Ljubljana ROG   | Rog-Ljubljana ROG   | Rog-Ljubljana ROG |
| ------------------- | ------------------- | ----------------- |
| Num                 | Coureur             | Pos               |
| 120                 | Tilen Finkšt (SLO)  |                   |
| 121                 | Matic Grošelj (SLO) |                   |
| 122                 | Žiga Jerman (SLO)   |                   |
| 123                 | Izidor Penko (SLO)  |                   |
| 124                 | Tadej Pogačar (SLO) |                   |
| 125                 | Žiga Ručigaj (SLO)  |                   |
| Directeur sportif : |                     |                   |

| Meglo Jogi Kult Solkan | Meglo Jogi Kult Solkan | Meglo Jogi Kult Solkan |
| ---------------------- | ---------------------- | ---------------------- |
| Num                    | Coureur                | Pos                    |
| 126                    | Simon Cibej (SLO)      |                        |
| 127                    | Robert Jenko (SLO)     |                        |
| 128                    | Luka Kramberger (SLO)  | AB-1                   |
| 129                    | Primož Obal (SLO)      |                        |
| 130                    | Marko Pavlič (SLO)     |                        |
| 131                    | Tim Roskar (SLO)       |                        |
| Directeur sportif :    |                        |                        |

| Torku Şekerspor TSK | Torku Şekerspor TSK   | Torku Şekerspor TSK |
| ------------------- | --------------------- | ------------------- |
| Num                 | Coureur               | Pos                 |
| 132                 | Muhammet Atalay (TUR) |                     |
| 133                 | Nazim Bakırcı (TUR)   |                     |
| 134                 | Ivan Balykin (RUS)    |                     |
| 135                 | Luca Chirico (ITA)    |                     |
| 136                 | Mustafa Sayar (TUR)   |                     |
| Directeur sportif : |                       |                     |

| P&S Thüringen       | P&S Thüringen          | P&S Thüringen |
| ------------------- | ---------------------- | ------------- |
| Num                 | Coureur                | Pos           |
| 137                 | Jonathan Dinkler (GER) |               |
| 138                 | Toni Franz (GER)       |               |
| 139                 | Robert Jägeler (GER)   |               |
| 140                 | Fabian Kässmann (GER)  |               |
| 141                 | Immanuel Stark (GER)   |               |
| 142                 | Tarik Haupt (GER)      |               |
| Directeur sportif : |                        |               |

| Équipe nationale de Suisse SUI | Équipe nationale de Suisse SUI | Équipe nationale de Suisse SUI |
| ------------------------------ | ------------------------------ | ------------------------------ |
| Num                            | Coureur                        | Pos                            |
| 143                            | Gian Friesecke (SUI)           |                                |
| 144                            | Florian Chenaux (SUI)          |                                |
| 145                            | Martin Fanger (SUI)            |                                |
| 146                            | Fabian Giger (SUI)             |                                |
| 147                            | Arnaud Hertling (SUI)          |                                |
| 148                            | Léo L'Homme (SUI)              |                                |
| Directeur sportif :            |                                |                                |

| Équipe nationale du Kazakhstan KAZ | Équipe nationale du Kazakhstan KAZ | Équipe nationale du Kazakhstan KAZ |
| ---------------------------------- | ---------------------------------- | ---------------------------------- |
| Num                                | Coureur                            | Pos                                |
| 149                                | Sultanmurat Miraliyev (KAZ)        |                                    |
| 150                                | Robert Gaineyev (KAZ)              |                                    |
| 151                                | Artyom Zakharov (KAZ)              |                                    |
| 152                                | Nikita Panassenko (KAZ)            |                                    |
| 153                                | Sergey Shatovkin (KAZ)             |                                    |
| 154                                | Alisher Zhumakan (KAZ)             |                                    |
| Directeur sportif :                |                                    |                                    |

| Bridgestone Anchor BGT | Bridgestone Anchor BGT                   | Bridgestone Anchor BGT |
| ---------------------- | ---------------------------------------- | ---------------------- |
| Num                    | Coureur                                  | Pos                    |
| 155                    | Sho Hatsuyama (JPN) (Route)              |                        |
| 156                    | Takaaki Hori (JPN)                       |                        |
| 157                    | Ryota Nishizono (JPN) (Contre-la-montre) |                        |
| 158                    | Ryu Suzuki (JPN)                         |                        |
| 159                    | Manabu Ishibashi (JPN)                   |                        |
| 160                    | Damien Monier (FRA)                      |                        |
| Directeur sportif :    |                                          |                        |

| Rad-net Rose RNR    | Rad-net Rose RNR        | Rad-net Rose RNR |
| ------------------- | ----------------------- | ---------------- |
| Num                 | Coureur                 | Pos              |
| 161                 | Domenic Weinstein (GER) |                  |
| 162                 | Henning Bommel (GER)    |                  |
| 163                 | Lucas Liss (GER)        |                  |
| 164                 | Jasper Frahm (GER)      |                  |
| 165                 | Kersten Thiele (GER)    |                  |
| 166                 | Theo Reinhardt (GER)    |                  |
| Directeur sportif : |                         |                  |

| Véloconcept TVC     | Véloconcept TVC                 | Véloconcept TVC |
| ------------------- | ------------------------------- | --------------- |
| Num                 | Coureur                         | Pos             |
| 167                 | Kasper Asgreen (DEN)            |                 |
| 168                 | Niklas Eg (DEN)                 |                 |
| 169                 | Mads Rahbek (DEN)               |                 |
| 170                 | Rasmus Guldhammer (DEN)         |                 |
| 171                 | Thomas Riis (DEN)               |                 |
| 172                 | Michael Carbel Svendgaard (DEN) |                 |
| Directeur sportif : |                                 |                 |

| Hurom THU           | Hurom THU               | Hurom THU |
| ------------------- | ----------------------- | --------- |
| Num                 | Coureur                 | Pos       |
| 173                 | Wojciech Franczak (POL) |           |
| 174                 | Wojciech Migdał (POL)   |           |
| 175                 | Eryk Latoń (POL)        |           |
| 176                 | Emanuel Piaskowy (POL)  |           |
| 177                 | Konrad Tomasiak (POL)   |           |
| 178                 | Bartosz Warchoł (POL)   |           |
| Directeur sportif : |                         |           |

| KK Grega Bole Bled  | KK Grega Bole Bled  | KK Grega Bole Bled |
| ------------------- | ------------------- | ------------------ |
| Num                 | Coureur             | Pos                |
| 179                 | Luka Pajek (SLO)    |                    |
| 180                 | Alex Sanković (SLO) | NP-1               |
| 181                 | Jakob Smid (SLO)    | NP-1               |
| 182                 | Matic Veber (SLO)   |                    |
| Directeur sportif : |                     |                    |

| CK Příbram Fany Gastro PFG | CK Příbram Fany Gastro PFG | CK Příbram Fany Gastro PFG |
| -------------------------- | -------------------------- | -------------------------- |
| Num                        | Coureur                    | Pos                        |
| 183                        | Martin Boubal (CZE)        |                            |
| 184                        | Pavel Gruber (CZE)         |                            |
| 185                        | Jan Stöhr (CZE)            |                            |
| 186                        | Pavel Stöhr (CZE)          |                            |
| 187                        | Martin Hebík (CZE)         |                            |
| 188                        | Robert Malik (SVK)         |                            |
| Directeur sportif :        |                            |                            |

| Équipe nationale de Biélorussie BLR | Équipe nationale de Biélorussie BLR | Équipe nationale de Biélorussie BLR |
| ----------------------------------- | ----------------------------------- | ----------------------------------- |
| Num                                 | Coureur                             | Pos                                 |
| 189                                 | Yauheni Karaliok (BLR)              |                                     |
| 190                                 | Aleh Ahiyevich (BLR)                |                                     |
| 191                                 | Yauheni Akhramenka (BLR)            |                                     |
| 192                                 | Mikhail Shemetau (BLR)              |                                     |
| 193                                 | Hardzei Tsishchanka (BLR)           | DSQ-1                               |
| 194                                 | Raman Tsishkou (BLR)                |                                     |
| Directeur sportif :                 |                                     |                                     |

| Gazprom-RusVelo U23 | Gazprom-RusVelo U23      | Gazprom-RusVelo U23 |
| ------------------- | ------------------------ | ------------------- |
| Num                 | Coureur                  | Pos                 |
| 195                 | Petr Rikunov (RUS)       |                     |
| 196                 | Dmitry Markov (RUS)      |                     |
| 197                 | Stepan Kurianov (RUS)    |                     |
| 198                 | Nikolay Cherkasov (RUS)  |                     |
| 199                 | Roman Kustadinchev (RUS) |                     |
| 200                 | Evgeny Kobernyak (RUS)   |                     |
| Directeur sportif : |                          |                     |